# Armando Tomasi
Armando Tomasi (Roè Volciano, febbraio 1940 – 25 marzo 2015) è stato un pittore italiano.

## Biografia
Frequenta negli anni '60 l'Accademia Carrara di Bergamo sotto la guida di Trento Longaretti e degli architetti Pino Pizzigoni e Sandro Angelini. Si diploma in pittura e affresco nel 1965 con la tesi Le avanguardie del '900.
Oltre a frequentare l'ambiente artistico bergamasco, entra in contatto con i giovani artisti milanesi con cui instaura un rapporto di amicizia. Si incontra con Bruno Cassinari, Ennio Morlotti, Mauro Reggiani, Piero Giunni, Roberto Crippa, ma anche con poeti e critici come Giorgio Mascherpa e Marco Valsecchi.
La prima esposizione è a Milano in una collettiva dal titolo Rassegna di Arti figurative.

## Mostre e premi
- 1964 - Premio San Pellegrino Terme - Bergamo
- 1965 - Premio G. Dannunzio - Gardone Riviera (Brescia)
- 1966 - Mostra alla Galleria Cavalletto - Brescia
- 1966 - Premio Diomira - Milano
- 1968 - Mostra alla Galleria Transposition - Parigi
- 1968 - Mostra alla Galleria Rendez-vouz - Nizza
- 1975 - Decima quadriennale Nazionale d'Arte di Roma
- 1975 - IV Rassegna Arte Oggi -Vertova (Bergamo)
- 1980 - Biennale d'arte Citta di La Spezia
- 1980 - Prima collettiva Europea di Arte contemporanea -ROMA EUR
- 1982 - Arte Italiana 1880-1980 - Tokyo (Giappone)
- 1990 - III Biennale Internazionale La Permanente - Milano
- 1996 - Maestri e artisti 200 anni dell'accademia Carrara *1976-1996 - Bergamo
- 2006 - Segni. Omaggio a tre maestri del novecento: Funi, Longaretti e Tomasi - Castrezzato Brescia
- 2016 - All'orizzonte luce - Roè Volciano (Bs)
- 2024 - Armando Tomasi - Un pittore Valsabbino e il suo mondo - Bagolino(Bs) - Vestone(Bs) - Sabbio Chiese (Bs)